# 정경비평

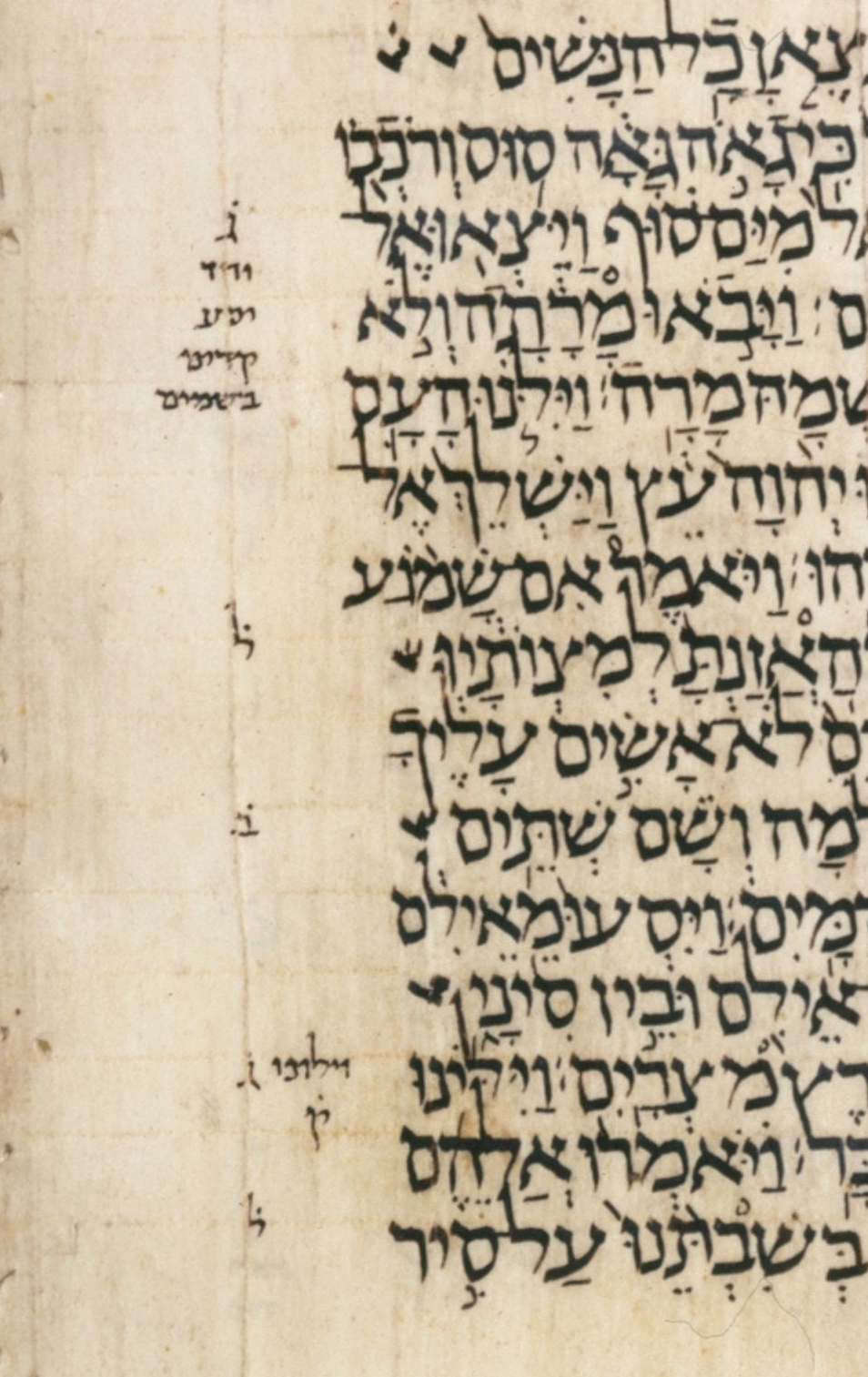
레닌그라드 사본의 일부분. 히브리어 성경은 발전 과정의 결과이지만 정경비평은 본문의 최종 형태에 강조를 둔다.

정경비평(正經批評, Canonical criticism)은 최종적인 결과물로서 성경 정경 본문 자체에 초점을 맞추는 성경 해석 방법이다. 다른 형태의 성서비평학 방법들이 성경 본문의 기원, 구조, 역사에 초점을 맞추는 반면, 정경비평은 본문의 최종 형태가 그것을 사용하는 공동체에 어떤 의미를 가지는지에 주목한다.
B. S. 차일즈(1923~2007)가 이 접근법을 대중화시켰지만, 그는 개인적으로 이 용어를 거부했다.

## 설명
정경비평은 "신앙 공동체를 위한 본문의 의미를 결정할 때 본문의 현재 형태에 주의를 기울이는 것"으로 정의된다. 반대자인 제임스 바에 따르면, 이는 권위를 "본문이 유래한 사람이나 사건이 아니라 정경 본문에 집중시키는 것"을 포함한다.
차일즈는 성경 정경이 "권위 있는 성경의 외적 경계를 설정하는 역할만 하는 것이 아니라," "기독교 생활의 다양한 측면에서 나오는 빛을 굴절시키는 프리즘 역할을 한다"고 말한다. 그는 또한 "전승자들이 과정 자체가 아니라 정경 본문 자체에 주의를 집중시키기 위해 자신들의 발자취를 숨기려 했다"고 지적한다. 그러나 차일즈는 정경비평이 양식비평이나 편집비평과 같은 수준으로 취급되는 것을 거부한다. 차일즈에 따르면, 이는 완전히 새로운 출발을 의미하며, 전체 역사비평적 방법을 대체하는 것이다.
존 H. 세일하머는 "정경적 접근"에 차일즈의 "정경 비평"뿐만 아니라 구성 비평, 편집비평, 텍스트언어학을 포함하는 것으로 본다.

## 기원
정경비평은 성경학에서 비교적 새로운 접근 방식이다. 불과 1983년에 제임스 바는 정경이 성경 해석에서 어떤 해석학적 의미도 없다고 주장했다. 차일즈는 『위기의 성경 신학』(1970)에서 자신의 정경적 접근 방식을 제시했고, 『구약성경 입문』(1979)에서 이를 적용했다.
"정경비평"이라는 용어는 제임스 A. 샌더스가 1972년에 처음 사용했다. 차일즈는 이 용어를 다음과 같이 부정했다.

이는 정경에 대한 관심이 자료비평, 양식비평, 수사학 비평 등과 나란히 자리 잡을 수 있는 또 다른 역사비평적 기법으로 간주됨을 의미한다. 나는 정경에 대한 접근을 이런 관점에서 보지 않는다. 오히려 정경에 대한 핵심 쟁점은 성경을 성스러운 경전으로 읽어야 할 입장을 확립하는 데 있다.

정경비평은 다른 형태의 성서비평학에 대한 반응으로 등장했다. 존 바턴은 차일즈의 주요 주장이 역사비평적 방법이 "신학적으로 불만족스럽다"는 것이라고 주장한다.
바턴에 따르면, 차일즈의 접근 방식은 "성경 비평과 신학 사이의 간극을 치유하려는 시도"이며, 텍스트의 '역사적' 연구보다는 문학평론의 영역에 더 속한다는 점에서 "진정으로 새로운" 것이다.
샌더스는 정경비평이 성경 비평의 "자기 비판적 입장"이라고 주장한다.

이는 비평의 성장 초기 단계의 논리적 진화일 뿐만 아니라, 성경 비평의 모든 분야에 반영되어 어느 정도 영향을 미친다.

그는 또한 성경을 "오늘날의 신앙 공동체에 다시 속하게 한다"고 제안한다.

정경비평은 학자의 연구실에서 비판적으로 연구된 성경을 다시 교회 독서대로 가져가는 성가대 서기(bedelos)와 같은 비유로 볼 수 있다.

바턴은 정경비평과 T. S. 엘리엇 등의 신비평 사이의 유사점을 지적했다. 두 학파 모두 "문학 텍스트는 인공물"이며, "의도론은 오류"이며, "텍스트의 의미는 문학 정경 내에서의 위치에 따라 달라진다"고 주장한다.

## 비판
정경적 접근 방식은 자유주의적 관점과 복음주의적 관점의 학자들로부터 모두 비판을 받았다.

### 보수적이라는 비판
데일 브뤼게만은 바가 차일즈를 "근본주의자들을 돕고 방조한다"고 비난한다고 언급한다. 차일즈의 접근 방식이 전비평적이라기보다는 "후비평적"임에도 불구하고, 바는 후비평 시대의 비전이 "보수주의의 꿈"이라고 주장한다.

### 진보적이라는 비판
반면에 보수적인 학자들은 정경비평이 "계시의 역사적 유효성에 관한 난해한 질문"을 우회하는 방식에 반대한다. 오스왈트는 정경비평가들이 공동체가 실제로 어디에서 그것을 얻었는지 인정할 수 없음에도 불구하고 본문의 영감받은 진리에 복종해야 한다고 제안할 때, 경솔하게 "사실과 의미를 분리한다"고 주장한다.

### 목표 달성 실패
바턴은 다음과 같이 썼다.

차일즈가 무엇을 하고 있든, 그는 우리를 '정경으로 되돌려 보내는' 것이 아니다. 왜냐하면 아무도 전에 이런 식으로 정경을 인식한 적이 없기 때문이다. 구약성경이 얼마나 다양하고 일관성이 없는지 실제로 본 후에야 비로소 그것이 그럼에도 불구하고 통일성을 형성하는 것으로 읽힐 수 있는지 질문할 수 있다.

바턴은 또한 "본문 자체"와 "정경의 일부로서의 본문" 사이에 긴장이 있다고 제안한다. 즉, 정경적 접근 방식은 우리가 가지고 있는 최종 형태의 본문과 "본문을 구성하는 단어들이 읽히도록 의도된 맥락과 배경에서 그 의미를 끌어낸다"는 개념을 모두 강조한다. 바턴은 "정경적 접근 방식은 실제로 완성된 텍스트 자체에 대한 관심을 약화시키고, 우리를 다시 전통적인 역사비평에 더 가깝게 만든다"고 주장한다.

## 적용
차일즈는 자신의 정경적 접근 방식을 예언서에 적용하며, 아모스서에서는 "원래의 예언적 메시지가 더 큰 신학적 맥락에 놓이면서 확장되었다"고 주장하는 반면, 나훔서와 하바꾹서에서는 찬송가 자료의 도입을 통해 신탁에 새로운 역할이 부여되어 "이제는 하나님의 종말론적 승리를 극적으로 보여주는 역할을 한다"고 주장한다.
존 이삭은 고린토전서 14장과 여성이 교회에서 잠잠해야 하는 문제에 정경적 접근 방식을 적용한다. 이삭은 다음과 같이 주장한다.

정경적 접근 방식에서는 신학적 고려 사항이 역사적 관심사보다 우선한다. 어떤 점을 증명하거나 반증하기 위해 바울의 역사적 초상화를 재구성하려는 시도는 없다. 바울이 무엇을 말할 수 있었는지 또는 없었는지에 근거한 심리학적 분석은 없다.

제럴드 H. 윌슨은 시편집 연구에 정경적 접근 방식을 채택했으며, 이 책이 목적성 있는 통일성을 가지며 "발전하는 이상들의 연속을 나타내기 위해 편집되었다"고 결론 내렸다. 이본 고는 윌슨이 "시편 연구에 정경비평을 가장 명확하고 포괄적인 방식으로 적용한 최초의 인물"이라고 제안한다.
정경적 접근 방식은 시편 137편 및 에제키엘서 20장과 같은 구절에도 적용되었다.

## 같이 보기
- 셰필드 학파
- 후기 자유주의 신학